# Casiguran (Sorsogon)
Casiguran is een gemeente in de Filipijnse provincie Sorsogon in het zuidoosten van het eiland Luzon. Bij de laatste census in 2007 had de gemeente ruim 30 duizend inwoners.

## Geografie

### Bestuurlijke indeling
Casiguran is onderverdeeld in de volgende 25 barangays:
| - Adovis - Boton - Burgos - Casay - Cawit - Central - Cogon - Colambis - Escuala - Inlagadian - Lungib - Mabini - Ponong | - Rizal - San Antonio - San Isidro - San Juan - San Pascual - Santa Cruz - Somal-ot - Tigbao - Timbayog - Tiris - Trece Martirez - Tulay |

## Demografie
Casiguran had bij de census van 2007 een inwoneraantal van 30.165 mensen. Dit zijn 2.108 mensen (7,5%) meer dan bij de vorige census van 2000. De gemiddelde jaarlijkse groei komt daarmee uit op 1,00%, hetgeen lager is dan het landelijk jaarlijks gemiddelde over deze periode (2,04%). Vergeleken met de census van 1995 is het aantal mensen met 4.361 (16,9%) toegenomen.

De bevolkingsdichtheid van Casiguran was ten tijde van de laatste census, met 30.165 inwoners op 87,13 km², 346,2 mensen per km².

## Geboren in Casiguran
- Juan Alegre (1882), senator en plantagehouder (overleden 1931);
- Salvador Escudero III (18 december 1942), politicus (overleden 2012).